# 유해준
유해준(Yoo Hae-Joon)은 작곡가 겸 가수이다.

## 학력
- 서울예술전문대학 실용음악과 전문학사 (졸업)
- 동국대학교 문화예술대학원 실용예술학과 (졸업)

## 이야기

### 데뷔
- 1997년 : 박상민 4집 앨범 프로듀서를 담당하며 작곡한, 타이틀곡 "애원" 및 "무기여 잘 있거라"가 크게 힛트하며 작곡가로서 활동 시작.
- 1998년 : 이종원과 듀오 "CAN"을 결성, 타이틀 곡 "천상연"을 작곡, 작사하며 가수로서도 활동 시작.

### 활동
- 1998년 ~ : "CAN“ 1집 앨범 발표 이후 가수 활동을 중단하고, 클릭비, 박완규, 이현우, 박상민, 캔, 정재욱, JK김동욱, 컨츄리 꼬꼬 등의 음반에 작곡가로 참여해 작품 활동. 이외 TV 드라마 “겨울연가”, ”프라하의 연인”, ”마왕” 등 다수의 OST 음악 작곡.

- 2005년 ~ : 직접 노래한 SBS 드라마 “프라하의 연인”의 테마곡 “단 하나의 사랑”이 크게 힛트되고, 이후 KBS 드라마 “다함께 차차차” OST 곡 "나에게 그대만이" 등 다수의 OST 곡을 노래해 발표.

- 2007년 ~ : 일본에서 작곡가로 활동하며 타키 앤 츠바사, 쿠라키 마이, 히라하라 아야카, 마에다 유키, 후지모토 미키 등의 앨범에 참여. 한일 합작의 <겨울연가 애니메이션> 음악감독 활동.

### 최근
- 현재 : 발라드 "미치게 그리워서", "왜 이렇게 난 니가 보고 싶은지", "내 소중한 사람에게", '오월의 청춘' OST "너에게 하고 싶은 말"등을 노래하며 싱어송라이터로서 활동을 이어가고 있다.

## 음반 목록

### 가수 활동
- 2005: SBS TV 드라마 “프라하의 연인” OST – “단 하나의 사랑” 작곡 및 가창.
- 2006: KBS 2TV 드라마 “미스터 굿바이” OST – “천국같은 너” 작곡 및 가창.
- 2012: 유해준밴드 Single - "이방인", "달리자 인생아" 작사, 작곡 및 가창.
- 2015: tvN 드라마 “울지 않는 새” OST – "미치게 그리워서" 작사, 작곡 및 가창.
- 2015: 유해준 1st Single – “나에게 그대만이” 작곡 및 가창.
- 2015: KBS 1TV 일일연속극 “우리집 꿀단지” OST – "내 소중한 사람에게" 작사,작곡 및 가창.
- 2017: 유해준 3번째 싱글앨범 – “은하수” 작사,작곡 및 가창.
- 2019: 유해준 싱글앨범 - "왜 이렇게 난 니가 보고 싶은지" 작사,작곡 및 가창.
- 2019: 유해준 싱글앨범 - "너 밖에 없는 나" 작사,작곡 및 가창.
- 2020: 유해준 싱글앨범 - "사랑하기 전에는" 작사,작곡 및 가창.
- 2021: KBS TV 드라마 "오월의 청춘" OST ‘너에게 하고 싶은 말’ 작사,작곡 및 가창및 가창.
- 2022: 유해준 싱글앨범 - '고맙습니다' 작곡 및 가창.
- 2023: 유해준 싱글앨범 - '자꾸 생각이 나' 작사,작곡 및 가창.

### 작곡 활동 (음반)
- 1997: 박상민 4th Album - “무기여 잘 있거라”, “애원“ 작곡.
- 1998: 캔 1집 타이틀 "천상연" 작사,작곡.
- 1999: 박완규 1st Album – “천년의 사랑”, "약속" 작곡.
- 2001: 정재욱 2nd Album – “잘가요” 작곡.
- 2001: 클릭비 3rd Album – “백전무패” 작곡.
- 2004: 이현우 9th Album – “비가 와요” 작사, 작곡.
- 2007: 平原綾香 (Hirahara Ayaka) Album - “感謝” 작곡.
- 2008: 倉木麻衣 (Kuraki Mai) Single - “One For Me”, “All I Want” 작곡.
- 2011: Tackey & Tsubasa(타키 앤 츠바사) Single - "友よ(Tomoyo)" 작곡.
- 2012: 안재욱 Single - "너라는 하늘" 작곡, "Best Friend" 작사, 작곡.
- 2020: 라비던스(RabidAnce) - "고맙습니다" 작곡.
- 2021: 청담동 8비트, 류지광 - '아저씨' 작곡.
- 2023: 탑현 - '나에게 그대만이'
- 2024: 이창섭 - '천상연'

### 작곡 활동 (영화, 드라마 OST)
- 2001: 영화 “신라의 달밤” OST – “카리스마” 작곡.
- 2002: KBS 2TV 드라마 “겨울연가” OST – “처음부터 지금까지” 작곡
- 2007: KBS 2TV 드라마 “마왕” OST – JK 김동욱 노래, “사랑하지 말아요” 작곡.
- 2009: SBS TV 드라마 “스타일” OST – 서인영, 류시원 듀엣곡 “그대만을 사랑합니다” 작사,작곡.
- 2009: KBS 1TV 일일연속극 “다함께 차차차” OST – 유해준 노래, “나에게 그대만이” 작곡.
- 2010: 겨울연가 Animation 음악 감독.
- 2015: tvN 드라마 “울지 않는 새” OST – "김용진(보헤미안)" 노래, “두잎 클로버” 작곡.
- 2015: MBC TV 드라마 “딱 너 같은 딸” OST – "자전거 탄 풍경" 노래, “사는게 다 그래” 작곡.
- 2015: MBC TV 드라마 “딱 너 같은 딸” OST – "허공 (가수)" 노래, “사랑했지만” 작곡
- 2015: SBS TV 드라마 “어머님은 내 며느리” OST – "정선연"노래, “상처" 작곡 및 작사.

## 공연 활동

### 한국 지역
- 1994~1996년 : 가수 "변진섭", "여행스케치",등의 밴드에서 Guitarist로 활동
- 1999~2005년 : 가수 박완규, 캔, 박상민, 장혜진 등의 공연 투어에서 Guitarist로 활동
- 2007년 : 서울 롤링홀에서 싱어 송 라이터로서 첫 단독 콘서트
- 2019년 : 3월 홍대 롤링홀에서 유해준 단독 콘서트
- 2022년 : 6월 서울 (성수아트홀) 외.

### 일본 지역
- 2004년 : ~2005년 5월까지 "동경, 니가타, 마에바시, 우쯔노미아"등에서 겨울연가 전시회와 함께 가수로서 공연 투어
- 2005년 : 9월 동경에서 피아니스트 이루마, 이지수와 "겨울연가 클래식 콘서트" 공연
- 2006년 : 피아니스트 Yuriko Nakamura, 이지수, 가수 Zero와 함께 간사이 지방(오사카, 나라, 교토 등) 여러 도시 1달 동안 공연 투어
- 2007년 : 6월 동경 외 2개 지역의 “겨울연가 콘서트" 공연.
- 2010년 : 겨울연가 애니메이션 “Tokyo Dome event” 참가 및 연주
- 2011년 : NHK Fukuoka 방송사가 주관하는 한류 공연에 다수 참여